# Depresiunea Brașovului

Depresiunea Brașovului cu subdiviziunile sale, și depresiunile Baraolt și Întorsura Buzăului

Depresiunea Brașov este o depresiune intramontană de origine tectono-erozivă, situată pe râul Olt și afluenții săi: Bârsa și Râul Negru. Este limitată de Munții Bodoc și Baraolt la nord, de Munții Ciucaș, Bârsei, Bucegi și Piatra Craiului la sud, de Munții Vrancei la est și Perșani la vest. Suprafața depresiunii este de circa 1.800 km². Relieful este unul de piemonturi, șesuri, terase și lunci.
 
Datorită prezenței a două zone de îngustare și anume Poarta  Sânpetru (cu o lățime de circa 7 km, cuprinsă între Dealul Lempeș și Tâmpa) și Poarta de la Reci (lată de 8 km, cuprinsă între localitățile Angheluș și Măgheruș), Depresiunea Brașovului se împarte în trei subdiviziuni cu o orientare aproximativă NE-SV: Țara Bârsei la vest, Depresiunea Sfântu Gheorghe în centru și Depresiunea Târgu Secuiesc (numită și Depresiunea Râului Negru sau Depresiunea Brețcului) la est.

## Orașe
Orașele situate în  Depresiunea Brașovului sunt următoarele: Brașov, Codlea, Râșnov și Zărnești în depresiunea Bârsei; Sfântu Gheorghe și Săcele în depresiunea Sf. Gheorghe; Târgu Secuiesc și Covasna în depresiunea Tg. Secuiesc.